# Tibouchina latifolia
Tibouchina latifolia là một loài thực vật có hoa trong họ Mua. Loài này được (Naudin) Cogn. miêu tả khoa học đầu tiên năm 1890.